# Novaja Zemlja (film)
Novaja Zemlja (Новая Земля) è un film del 2008 diretto da Aleksandr Mel'nik.

## Trama
La pena di morte è stata abolita in tutto il mondo e le carceri sono diventate sovraffollate. Sono necessari molti soldi per mantenere i prigionieri, quindi le organizzazioni internazionali decidono di condurre un esperimento. La Russia, a sua volta, fornisce loro un'isola nel nord, che riceve il primo lotto sperimentale di prigionieri russi, che sono invitati a iniziare una nuova vita.